# Heerlijkheid Landskron

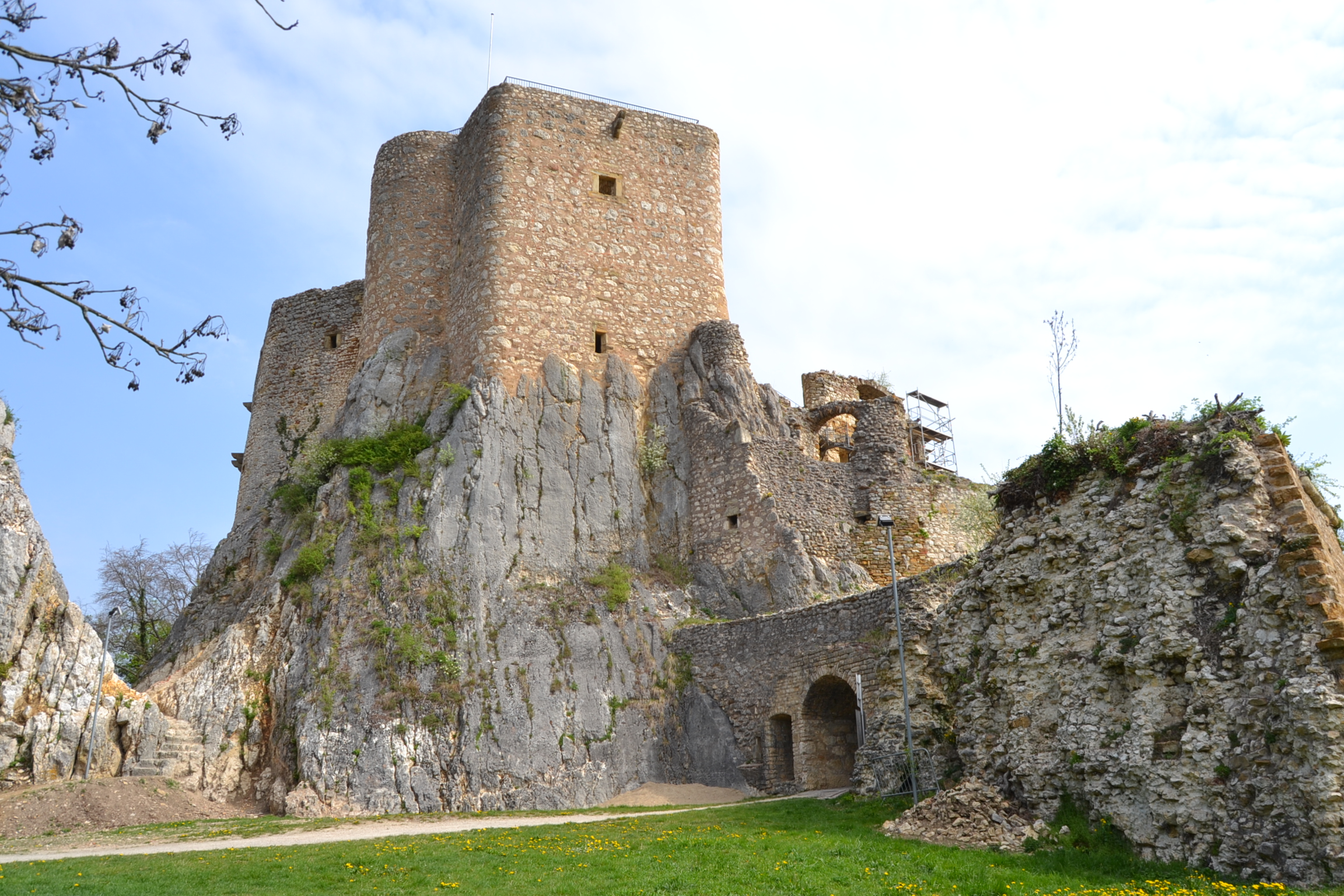
Kasteel Landskron

Landskron was een heerlijkheid in de Elzas.
Het in Leymen gelegen kasteel Landskron wordt voor het eerst vermeld in 1297 als bezit van de heren van Münch. Later verscheen het als leen van zowel het graafschap Ferrette als de heerlijkheid Rötteln. In 1312 noemden de leden van een tak van de heren van Münch zich heren van Landskron. De leenheerschappij van Rötteln gaat in 1316 over op het markgraafschap Hachberg en in 1324 die van Ferrette over op Oostenrijk.  In 1461 werd de familie Reich von Reichenstein leenman. Solothurn probeerde in 1468 en 1499 vergeefs de heerlijkheid te verwerven. 
In 1504 werd Landskron verworven door het markgraafschap Baden. De markgraven moderniseerden het kasteel tot een sterk fort. Tijdens de Dertigjarige Oorlog werd het in 1639 bezet door Zweedse troepen. Zweden droeg het fort vervolgens over aan zijn bondgenoot Koninkrijk Frankrijk. In de Westfaalse Vrede van 1648 was geregeld dat Landskron moest worden terug gegeven aan Baden. Frankrijk behield in strijd met verdragen Landskron en versterkte de vesting verder. Hierdoor bleef de heerlijkheid Landskron onder direct gezag van de koning van Frankrijk, Lodewijk XIV. In 1664 verkocht Baden-Durlach zijn rechten aan Frankrijk.